# Приватизація
Приватиза́ція — політика чи процес продажу або передачі державної чи суспільної власності (особливо націоналізованої промисловості) у руки приватних інвесторів. Приватизація сфери послуг включає державні контракти з приватними фірмами для забезпечення послуг, які раніше виконувалися громадськими установами.
Приватизація майна державних підприємств України — відчуження майна, що перебуває у державній і комунальній власності, на користь фізичних та недержавних юридичних осіб.
Приватизація державного земельного фонду (приватизація землі) — передача громадянам України у приватну власність земельних ділянок для ведення особистого підсобного господарства, будівництва житлового будинку і господарських будівель, садівництва, дачного і гаражного будівництва.
Вáучерна приватизáція — приватизація державного майна за широкої участі населення, наділеного ваучерами.
Приватизація державного, комунального майна шляхом заниження його вартості через визначення її у спосіб, не передбачений законом або використання підроблених приватизаційних документів, а також сама приватизація майна, яке не підлягає приватизації згідно з законом або приватизація неправомочною особою є злочином і передбачає відповідальність згідно з Кримінальним кодексом України.

## Історія пост-радянської приватизації в Україні
- 1992 р. — початок приватизації.

Приватизація в Україні розпочалась з прийняття в 1992 році Верховною Радою України Закону України «Про приватизацію державного житлового фонду», який почав регулювати порядок передачі державного житлового фонду в приватну власність громадянам. 
4 березня 1992 року Президент України Леонід Кравчук підписав Закон України «Про приватизацію державного майна» 
Відчуження орендованого майна почалося з прийняття 20 травня 1993 року декрету Кабінету Міністрів України «Про приватизацію цілісних майнових комплексів державних підприємств та їхніх структурних підрозділів, зданих в оренду»
26 листопада 1994 року Президент України прийняв Указ «Про заходи щодо забезпечення прав громадян на використання приватизаційних майнових сертифікатів»
15 травня 1995 року Кабінет міністрів України прийняв Постанову «Про затвердження переліку об'єктів, що підлягають обов'язковій приватизації у 1995 році» 
- 1996 р. — завершення малої приватизації
- 1998 р. — завершення масової приватизації
- 2000 р. — прийняття Державної програми приватизації на 2000—2002 роки, спрямованої на здійснення приватизації у стратегічних галузях промисловості, у сфері природних монополій, інфраструктурних галузях, великих технологічних комплексах.
- 2003—2004 — останні роки режиму Президента Леоніда Кучми, етап поспішного розпродажу державного майна пов'язаним з владою бізнес-групам, а також чиновникам («замовна» приватизація, неприватизаційні способи відчуження), початок кризи приватизаційного процесу.
- 2005—2007 — перманентне посилення кризи приватизаційного процесу під впливом таких факторів:
  - Помаранчева революція зруйнувала механізми «замовної» приватизації та обмежила застосування неприватизаційних способів відчуження державного майна, але не запропонувала взамін нових механізмів, які могли б підтримати приватизаційний процес у країні;
  - Стійке негативне сприйняття приватизації у суспільстві, що за умов поглиблення впливу суспільних настроїв на формування державної політики, не створює стимулів для відновлення в країні системної приватизаційної політики;
  - Відсутність довіри один до одного між різними політичними силами призвело до блокування всього приватизаційного процесу (за винятком приватизації малих підприємств), оскільки усі бізнес-групи побоюються поновлення вибіркового підходу, що надасть їхнім конкурентам переваги у приватизації[1].

## Відомі висловлювання про приватизацію
У 1994 році, в передачі В.Лістьєва «Час пік», Горбачов різко критикував представників тогочасної влади, через виведення країни з русла поступових реформ, які Горбачов розпочав, і через різке переломлювання ситуації, що призведе до руйнації науки, освіти, а науково-технічний потенціал буде зруйнований і це відкине країну відразу на десятиліття; за відхід від демократичного вектора розвитку, за втрачання справжнього парламенту, за втрату гласності, за монополізацію частини преси урядом, через що та вже знаходиться на пайку і вже не самостійна, а друга частина — теж не самостійна і знаходиться на пайку в фінансових і промислових груп, і в газетах абсолютно не та картина, яка відбувається в житті, і телебачення починає ставати таким же Ось декілька цитат: «..і вони хочуть, напевно, провести ще другий етап перерозподілу власності. Потім, вони думають, вони вже будуть невразливі», «я думаю, коли нам говорять, що чергової осені, або з весни, або через пів року чи через рік почне покращуватись в рамках цього курсу — це невірно».

## Інституції приватизації в країнах постсоціалістичного простору
- У Болгарії в 1991 р. було створено агентство з приватизації, яке займається підготовкою приватизаційних програм, конкретних рішень і контролем за їх реалізацією. Воно також здійснює правове забезпечення зміни в структурі власності, створює умови для взаємовигідного інвестування всіма юридичними і фізичними особами, як вітчизняними, так й іноземними.
- В Угорщині створено Державне майнове агентство, яке підлегле уряду і є важливим органом з розробки та реалізації приватизаційних урядових програм.
- У східних землях Німеччини з 1990 р. функціонує Опікунське управління державною власністю як основний державний орган з проведення приватизації.
- У Польщі Міністерство з перетворення форм власності було створено в 1990 р. одночасно з ухваленням закону про приватизацію.
- В Румунії в 1990 р. утворено Національне агентство з приватизації. Одне з його завдань – проведення загальної інвентаризації.
- У Чехії і Словаччині функціонує Федеральне міністерство у справах національного майна і приватизації, а також відповідні республіканські міністерства.

у всіх східних країнах державне управління приватизації включає дві групи функцій. Перша – визначення принципів,
формування загальної приватизаційної політики, узгодження і координація регіональних, галузевих і пропонованих самими підприємствами
проектів приватизації. Друга – власне управління державним майном
як капіталом на основі створення спеціальних інвестиційних і холдингових компаній: страхових, пенсійних фондів та інше. Специфіка приватизації у країнах Східної Європи полягає також у тому, що за умов
необхідності організації значних капіталовкладень у трансформовані
підприємства одночасно здійснювався державний контроль за цільовим використанням коштів від приватизації, який виявився основою становлення системи внутрішньокорпоративного контролю.